# Passiflora pergrandis
Passiflora pergrandis Holm-Niels. & Lawesson – gatunek rośliny z rodziny męczennicowatych (Passifloraceae Juss. ex Kunth in Humb.). Występuje endemicznie w Ekwadorze.

## Morfologia
PokrójZdrewniałe, trwałe, nagie liany.
LiścieOwalne, ścięte lub tępe u podstawy, skórzaste. Mają 15–20 cm długości oraz 9–10 cm szerokości. Całobrzegie, ze spiczastym wierzchołkiem. Ogonek liściowy jest owłosiony i ma długość 20–30 mm. Przylistki są liniowe.
KwiatyDziałki kielicha są podłużnie owalne, mają 6 cm długości. Płatki są owalne, białę, mają 5,5–6 cm długości. Przykoronek ułożony jest w trzech rzędach, biało-fioletowy, ma 2–50 mm długości.

## Biologia i ekologia
Występuje wśród roślinności krzewiastej na wysokości 1200–2300 m n.p.m.